# Cream
Cream fue una banda de rock británica fundada en Londres en 1966 por el bajista y vocalista Jack Bruce, el batería Ginger Baker y el guitarrista y vocalista Eric Clapton. Su sonido se caracterizaba por ser un híbrido de blues, rock psicodélico y pop. Cream es a menudo considerado como el primer supergrupo de éxito y a pesar de haber estado en actividad poco más de dos años, ha vendido más de quince millones de copias en todo el mundo hacia 2011, según la revista Rolling Stone. La banda tuvo un impacto significativo en la música popular de la época y, junto a Jimi Hendrix, popularizó el uso del pedal wah-wah.
Después de grabar cuatro álbumes de larga duración —Fresh Cream, Disraeli Gears, Wheels of Fire y Goodbye—, el grupo se separó a finales de 1968 debido a la mala relación entre Baker y Bruce. La banda se reunió posteriormente en 1993 con motivo de su ingreso en el Rock and Roll Hall of Fame, y en 2005, para unas actuaciones en el Royal Albert Hall y el Madison Square Garden.
A pesar de su corta trayectoria, Cream ha influenciado a un gran número de grupos posteriores, y ha sido incluido en la lista de los «100 mejores artistas de todos los tiempos» de la revista Rolling Stone. En 2006, el trío recibió un Grammy honorífico en reconocimiento a su carrera artística.

## Historia

### Formación yFresh Cream(1966)
Hacia julio de 1966, Eric Clapton era reconocido como uno de los mejores guitarristas de blues en el Reino Unido debido a su trayectoria con The Yardbirds y John Mayall & the Bluesbreakers. Sin embargo, este abandonó el grupo de Mayall para crear una nueva banda. Ese mes, el guitarrista se reunió con Ginger Baker, batería de The Graham Bond Organisation, y conversaron sobre la posibilidad de crear un nuevo proyecto. Clapton comentó más tarde: «Siempre me había gustado Ginger [Baker]. Vino una vez a verme tocar con John Mayall & the Bluesbreakers y después del concierto me trajo de vuelta en su coche a Londres donde me comentó que quería formar un nuevo grupo, algo en lo que yo también había pensado».
Clapton aceptó formar un nuevo proyecto con la condición de que Baker contratara a Jack Bruce, su compañero en The Graham Bond Organisation, como bajista. El guitarrista había conocido a este cuando tocó con John Mayall & the Bluesbreakers en noviembre de 1965 y había trabajado con él en Powerhouse, un proyecto de corta duración. Por otra parte, Baker y Bruce habían tenido fuertes discusiones cuando eran parte de la banda de Bond, lo que llevó al batería a despedirlo. Cuando el bajista cuestionó su derecho a tomar tal decisión, Baker le amenazó con un cuchillo. Sin embargo, por el futuro del nuevo grupo, ambos dejaron de lado sus diferencias.
El trío eligió como nombre Cream debido a que los tres se consideraban la «crème de la crème» entre los músicos de jazz y blues de la escena musical británica. Inicialmente el grupo era llamado The Cream (con el artículo), pero a partir de lanzamiento de su primer trabajo se le conoció simplemente como Cream. Antes de decidirse por tal nombre, también se barajó la posibilidad de llamarlo Sweet 'n' Sour Rock 'n' Roll. De los tres, Clapton era el que mayor reputación tenía en el Reino Unido, pero en Estados Unidos era casi desconocido; había dejado The Yardbirds antes de que el sencillo «For Your Love» alcanzara los diez primeros lugares del Billboard Hot 100.
Cream hizo su debut oficial en el Sixth Annual Windsor Jazz & Blues Festival el 3 de julio de 1966. Al ser un grupo nuevo y con pocas canciones propias, el trío tocó algunos temas clásicos de blues. En octubre, la banda permitió a Jimi Hendrix que se le uniera para improvisar durante una actuación. Hendrix acababa de llegar a Londres y era un aficionado de la música de Clapton. Ambos se conocieron por la intervención de Chas Chandler, bajista de The Animals y mánager del guitarrista estadounidense.
Entre julio y octubre, Cream grabó su álbum debut, Fresh Cream, que salió a la venta de diciembre. El disco alcanzó la sexta posición en la lista de Reino Unido y la trigésimo novena en la estadounidense. Fresh Cream se divide entre versiones de los temas «Four Until Late», «Rollin' and Tumblin», «Spoonful», «I'm So Glad» y «Cat's Squirrel», y canciones compuestas por Baker, Bruce y la esposa de este, Janet Godfrey.
El sencillo «I Feel Free», aunque no fue incluido en la versión británica del álbum, llegó al puesto once del UK Singles Chart. La pista que cierra el álbum es «Toad», un tema instrumental que incluye un solo de batería de Baker.

### Disraeli Gears(1967)

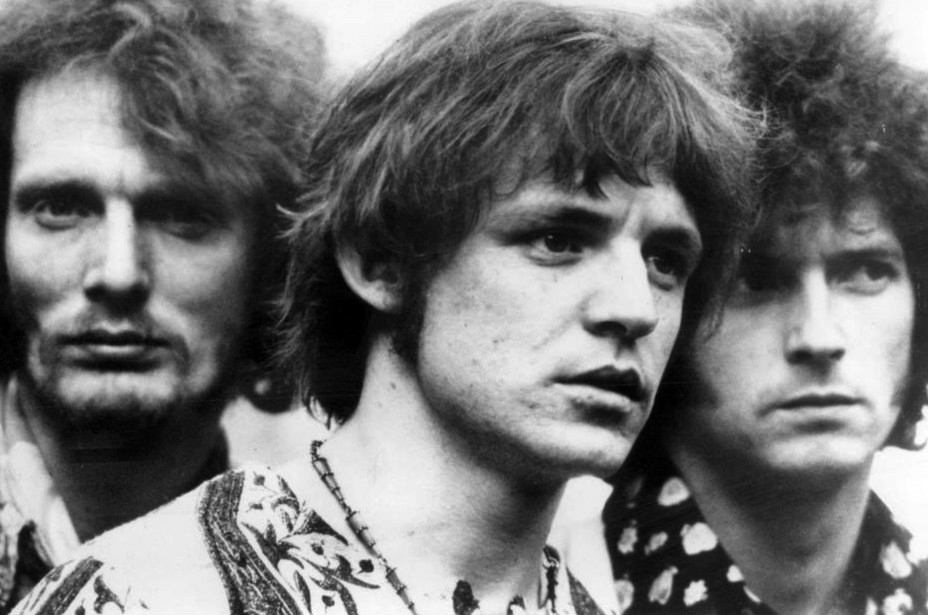
Fotografía de Cream de 1967. De izq. a der.: Baker, Bruce y Clapton.

Cream realizó su primera visita a los Estados Unidos en marzo de 1967 para tocar nueve noches en el RKO Theater de Nueva York. Entre el 11 y el 15 de mayo, el trío regresó a dicha ciudad, concretamente a los estudios Atlantic, para realizar la grabación de su segundo álbum de estudio, Disraeli Gears, que salió a la venta en noviembre y que llegó a posicionarse entre los cinco álbumes más vendidos tanto en Estados Unidos como en Reino Unido. El productor del mismo fue Felix Pappalardi, quien convenció a Clapton para que también grabara temas como vocalista principal, algo que no fue del agrado de Bruce. Disraeli Gears fue el primer álbum de Cream formado principalmente por canciones compuestas por el grupo, y a diferencia de su antecesor, incluye en su mayoría temas originales, a excepción de «Outside Woman Blues» y «Mother's Lament» que son arreglos de canciones de blues. El sencillo principal, «Sunshine of Your Love», llegó a situarse entre los cinco primeros puestos en Estados Unidos y consiguió un disco de oro otorgado por la RIAA.
Pese a que el álbum está considerado como uno de los mejores trabajos de la década de 1960, nunca tuvo una gran representación en sus conciertos. A pesar de que el trío interpretó con asiduidad los temas «Tales of Brave Ulysses» y «Sunshine of Your Love», varias canciones de Disraeli Gears fueron excluidas de su set list a mediados de 1967 en favor de largas improvisaciones. En agosto, la banda realizó sus primeras actuaciones como cabeza de cartel en Estados Unidos en la sala Fillmore West de San Francisco.

### Wheels of Fire(1968)

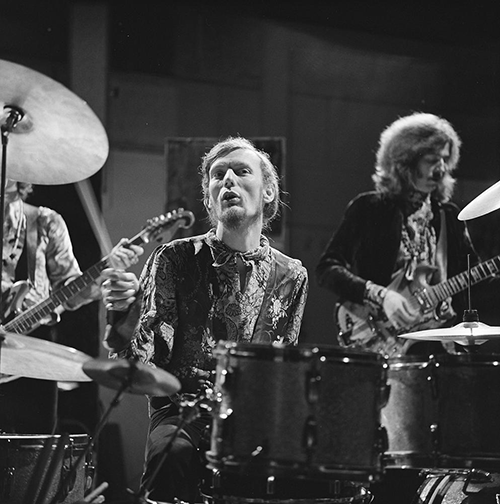
Actuación del trío para la televisión neerlandesa en 1968.

Entre julio de 1967 y junio de 1968, Cream grabó varias canciones en los estudios IBC (Londres) y Atlantic que, junto a algunos temas grabados en directo en el Filmore West y en la sala Winterland Ballroom, formaron parte de su tercer trabajo, Wheels of Fire. El álbum, publicado en agosto, fue editado también de manera separada bajo los títulos Wheels Of Fire - In The Studio y Wheels Of Fire - Live At The Fillmore, aunque sólo uno de los temas («Toad») había sido grabado en dicha sala.
Wheels of Fire fue su único número uno en el Billboard 200 y en el Canadian Albums Chart. El álbum destaca por el uso de diversos instrumentos orquestales grabados por el productor Felix Papppalardi. El sencillo «White Room» fue su mayor éxito en Australia, donde llegó a la primera posición de la lista se sencillos.
Tras completar Wheels of Fire a mediados de 1968, los miembros de la banda decidieron que ya habían tenido suficiente y querían seguir sus carreras por separado. Baker comentó en una entrevista para la revista Music Mart en 2006: «Llegó un momento en que Eric [Clapton] me dijo: 'Ya he tenido bastante' y le dije que yo también. El último año de Cream fue agónico. Tuve problemas de salud y todavía hoy tengo problemas de audición debido al alto volumen con el que tocábamos. Originalmente, la cosa no empezó así; cuando fundamos la banda fue genial y realmente una maravillosa experiencia musical». Las tensiones entre el batería y Bruce volvieron a aparecer, lo que obligó a Clapton a actuar de mediador. El guitarrista además había leído una mordaz crítica realizada por Jon Landau para la revista Rolling Stone, publicación que admiraba, en la que le calificaba como «maestro del cliché del blues». A raíz de este artículo, Clapton quiso poner fin a su etapa con Cream y tomar un rumbo musical diferente.

### Goodbye(1969)
Una vez anunciada su separación, el grupo volvió a reunirse para la realización de su cuarto y último álbum. El disco, titulado Goodbye, fue grabado en octubre de 1968 y salió a la venta en febrero del año siguiente, cuando la banda ya se había separado oficialmente. Goodbye contiene seis canciones: tres en directo grabadas el 19 de octubre en un concierto en el recinto The Forum (Los Ángeles) y tres grabaciones de estudio nuevas. Entre los temas incluidos destaca «Badge», compuesta por Clapton y George Harrison; este último además, participó como guitarrista rítmico acreditado como L'Angelo Misterioso. El álbum fue su único número uno en el UK Albums Chart y llegó a la segunda posición del Billboard 200.
La gira de despedida de Cream consistió en veintidós conciertos en diecinueve recintos en los Estados Unidos, entre el 4 de octubre y el 4 de noviembre de 1968 y dos actuaciones en el Royal Albert Hall de Londres, el 25 y 26 de noviembre. Su último concierto en los Estados Unidos tuvo lugar en el Rhode Island Auditorium (Rhode Island), pero como el grupo llegó con retraso al estadio sólo pudo interpretar dos canciones: «Toad» y una versión de más de veinte minutos de «Spoonful».
Las dos actuaciones en el Royal Albert Hall fueron filmadas para un especial de la BBC y editadas posteriormente en vídeo bajo el nombre Farewell Concert. Ambos conciertos agotaron las entradas y atrajeron más atención que cualquier otro de Cream. Sin embargo, Baker no tuvo una opinión positiva: «No fueron buenas actuaciones... Cream era mejor que eso... Sabíamos que se había acabado. Simplemente estábamos acabando con ello, pasando el mal trago». El batería también añadió que «la banda empeoraba a cada minuto». Los teloneros de la gira fueron Taste (con un joven Rory Gallagher), la recién formada Yes y en tres actuaciones, Deep Purple. Tras su disolución, Cream consiguió una nominación al Grammy en la categoría de mejor nuevo artista, aunque el ganador fue José Feliciano.

## Tras la separación

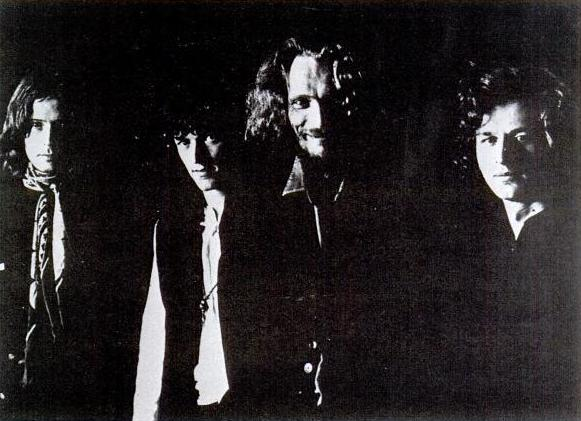
Tras la disolución de Cream, Clapton y Baker formaron Blind Faith.

Poco después de la disolución de Cream, Clapton fundó el supergrupo Blind Faith con el miembro de Traffic Steve Winwood y al que se uniría también Rick Grech y el propio Baker. Su único trabajo de estudio, titulado de manera homónima y publicado en agosto de 1969, llegó a la primera posición del Billboard 200 y del UK Albums Chart. A pesar del éxito, Blind Faith se separó ese mismo año. Clapton pasó entonces a formar parte de Delaney & Bonnie, antes de crear el grupo Derek and the Dominos, que sólo lanzó un trabajo de estudio, Layla and Other Assorted Love Songs. En 1970, el guitarrista comenzó su carrera en solitario. Tras formar parte de Blind Faith, Baker fundó el proyecto Ginger Baker's Air Force junto a Winwood, Grech, Graham Bond y Denny Laine, guitarrista de Moody Blues. Por su parte, Bruce comenzó su trayectoria solista con el lanzamiento del álbum Songs for a Tailor en 1969.

## Reuniones

### Rock and Roll Hall of Fame (1993)
En enero de 1993, Cream fue incluido en el Salón de la Fama del Rock and Roll. En el evento, el trío interpretó «Sunshine of Your Love», «Crossroads» y «Born Under a Bad Sign». En su discurso tras aceptar tal reconocimiento, Clapton comentó que el ensayo realizado un día antes de la ceremonia había sido la primera vez que la banda tocaba junta en veinticinco años. A pesar de que los tres hablaron sobre una posible gira de reunión, la idea no se concretó debido a que cada uno estaba ocupado con sus distintos proyectos. Sin embargo, Bruce y Baker se juntaron posteriormente para realizar un álbum junto a Gary Moore.

### Royal Albert Hall y Madison Square Garden (2005)
Cream se reunió para una serie de conciertos el 2, el 3, el 5 y el 6 de mayo de 2005 en el Royal Albert Hall de Londres, el mismo lugar donde el trío realizó sus últimas actuaciones. A pesar de que la banda decidió no hacer comentarios sobre los espectáculos, Clapton afirmó más tarde que esta se había vuelto más «generosa» con respecto al pasado y que la salud física de Bruce y Baker fue un factor importante: El bajista había recibido un trasplante de hígado después de haber sido diagnosticado con cáncer y el batería sufría artrosis.
Las entradas para los cuatro conciertos se agotaron en apenas unos minutos. Esta reunión supuso la primera vez que el grupo tocaba en directo los temas «Badge» y «Pressed Rat and Warthog». En octubre salió a la venta Royal Albert Hall London May 2-3-5-6, 2005 en formato CD y DVD, y que recopila las mejores interpretaciones de sus cuatro actuaciones en dicho local. La edición en vídeo del álbum consiguió cinco certificaciones de platino de la RIAA.
Tras los espectáculos en el Royal Albert Hall, Cream decidió seguir con su reunión esta vez por los Estados Unidos donde actuó en el Madison Square Garden de Nueva York entre el 24 y el 26 de octubre de ese mismo año. En febrero de 2006, Cream recibió un Grammy honorífico por su carrera artística. Aunque hubo planes de que la banda se reuniera en más ocasiones, Bruce anunció en 2010 que «Cream está acabada».

## Influencia
A pesar de su corta trayectoria, Cream influyó a varios artistas y bandas posteriores, y puso las bases para la posterior creación del heavy metal. Entre los grupos influenciados por el trío destacan Black Sabbath, ZZ Top, Pink Floyd, Rush, Van Halen, AC/DC, Kiss, Judas Priest, The Police, Led Zeppelin, Queen, Scorpions, The Allman Brothers Band, Aerosmith y Deep Purple, entre muchos otros. Por otra parte, individualmente los miembros de Cream, Ginger Baker, Eric Clapton y Jack Bruce, han aparecido con frecuencia en las listas de mejor batería, guitarrista y bajista de la historia.
Como batería, Ginger Baker ha influenciado a un gran número de percusionistas posteriores de diferentes géneros musicales, entre ellos Bill Ward, Billy Cobham, Peter Criss, Ian Paice, Nick Mason, John Bonham, Dave Lombardo, Chad Smith, Stewart Copeland y Neil Peart. Bruce Eder, del sitio web Allmusic, le considera «el batería más importante de la década de 1960» y señala que «prácticamente todos los baterías de todas las bandas de heavy metal han tratado de emularle».
Por su parte, Eric Clapton; elegido por la revista Rolling Stone como el segundo mejor guitarrista de la historia, ha influido a músicos como Eddie Van Halen, Duane Allman, Jimmy Page, K. K. Downing, Andreas Kisser, Derek Trucks, Kirk Hammett, Zakk Wylde o Tommy Bolin, entre otros.
Como bajista, Jack Bruce fue una inspiración para Geezer Butler, que emuló «su forma de tocar con los dedos y de copiar el riff en lugar de contestarlo»; Sting, Geddy Lee, Gene Simmons, Jeff Berlin, Billy Sheehan, Michael Anthony, o Dusty Hill, por mencionar a algunos.

## Miembros

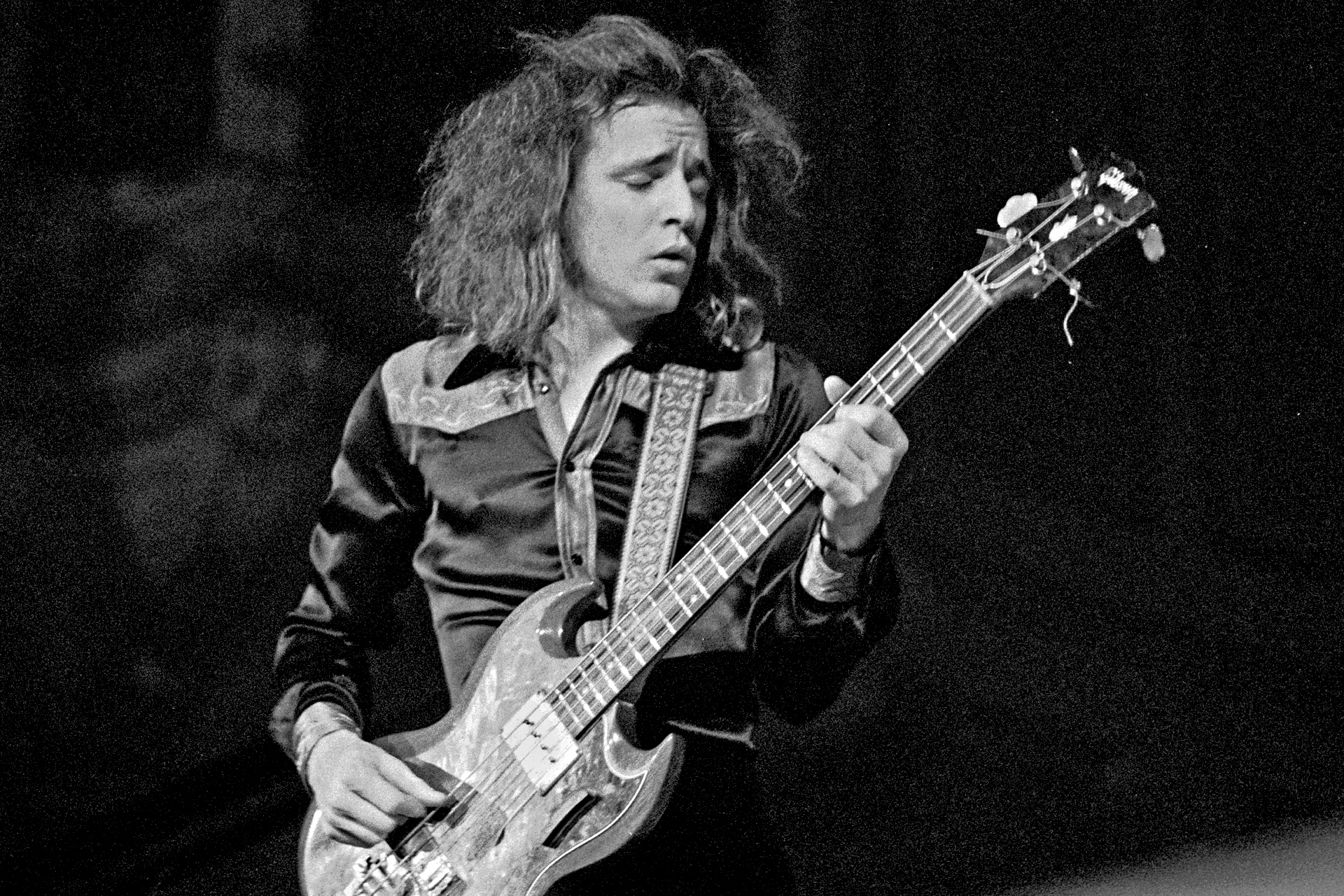
Jack Bruce Voz y bajo
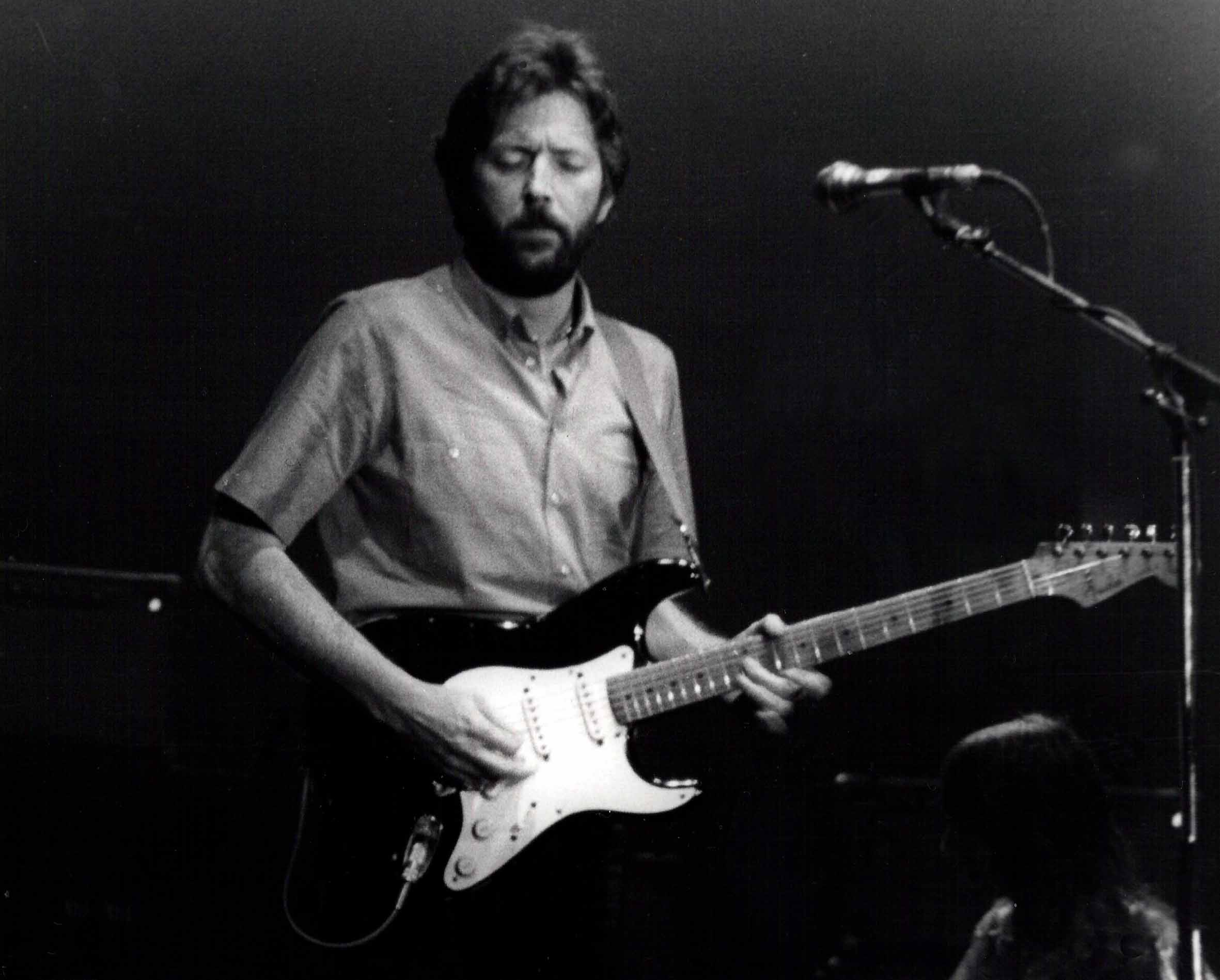
Eric Clapton Guitarra y voz
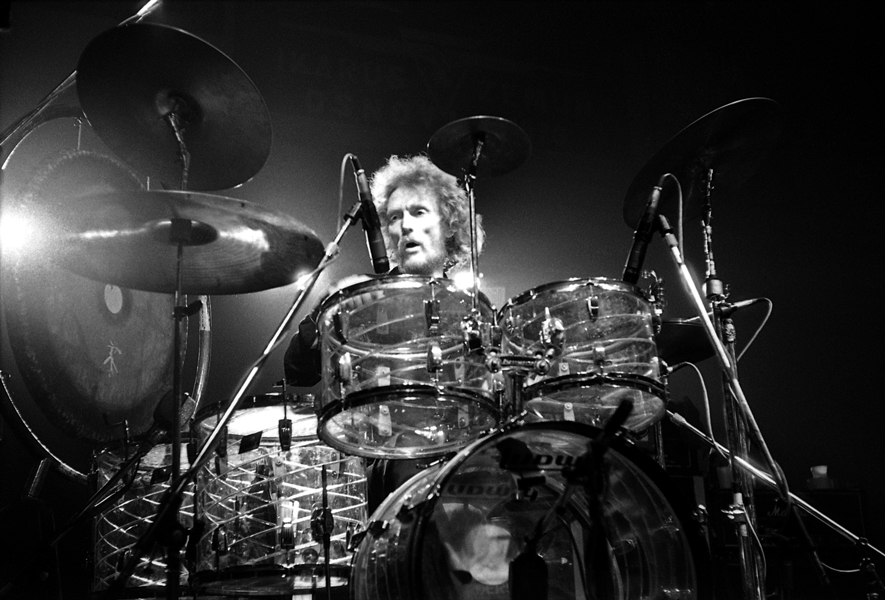
Ginger Baker Batería

## Discografía
- Fresh Cream (1966)
- Disraeli Gears (1967)
- Wheels of Fire (1968)
- Goodbye (1969)